# Massagris budongo
Espèce
Massagris budongo est une espèce d'araignées aranéomorphes de la famille des Salticidae.

## Distribution
Cette espèce est endémique du district de Masindi en Ouganda,. Elle se rencontre vers Budongo.

## Description
La carapace des mâles mesure de 1,9 à 2,1 mm de long sur de 1,4 à 1,6 mm et l'abdomen de 2,0 à 2,1 mm de long sur de 1,2 à 1,3 mm et la carapace de la femelle paratype 2,2 mm de long sur 1,7 mm et l'abdomen 2,9 mm de long sur 2,0 mm.

## Systématique et taxinomie
Cette espèce a été décrite par Wiśniewski et Wesołowska en 2024.

## Étymologie
Son nom d'espèce lui a été donné en référence au lieu de sa découverte, Budongo.

## Publication originale
- Wiśniewski & Wesołowska, 2024 : « Jumping spiders (Salticidae) of Uganda – revised list, new species and distributional data. » European Journal of Taxonomy, vol. 952, p. 1-171 (texte intégral).